# Saint-Viâtre
Saint-Viâtre ist eine französische Gemeinde mit 1.185 Einwohnern (Stand: 1. Januar 2022) im Département Loir-et-Cher in der Region Centre-Val de Loire; sie gehört zum Arrondissement Romorantin-Lanthenay und zum Kanton La Sologne.

## Geographie
Die Gemeinde Saint-Viâtre liegt im Zentrum der Seenlandschaft Sologne, etwa 50 Kilometer östlich von Blois. Durch den Norden des Gemeindegebietes fließt der Néant, die nordwestliche Gemeindegrenze markiert der Beuvron. Umgeben wird Saint-Viâtre von den Nachbargemeinden Chaumont-sur-Tharonne im Norden, Nouan-le-Fuzelier im Osten, Salbris im Südosten, La Ferté-Imbault im Süden, Marcilly-en-Gault im Südwesten sowie Neung-sur-Beuvron und La Ferté-Beauharnais im Nordwesten. Etwa 10 % der Gemeindefläche wird von Teichen und Seen bedeckt. Im Südosten der Gemeinde Saint-Viâtre verläuft die Autoroute A71.

## Bevölkerungsentwicklung
| Jahr                       | 1962 | 1968 | 1975 | 1982 | 1990 | 1999 | 2011 | 2022 |
| Einwohner                  | 1282 | 1245 | 1223 | 1162 | 1063 | 1157 | 1265 | 1185 |
| Quellen: Cassini und INSEE |      |      |      |      |      |      |      |      |

## Sehenswürdigkeiten

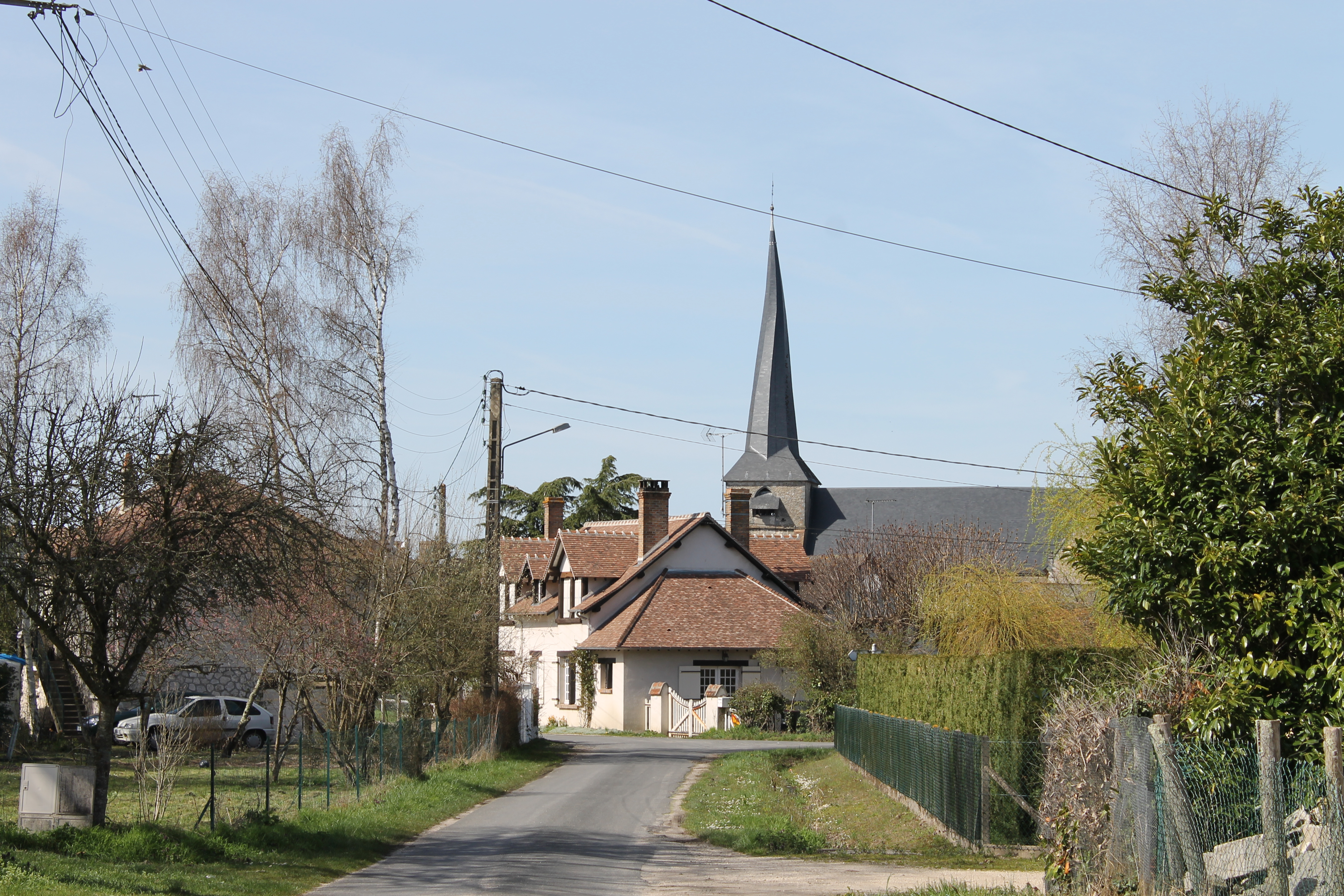
Kirche Saint-Viâtre
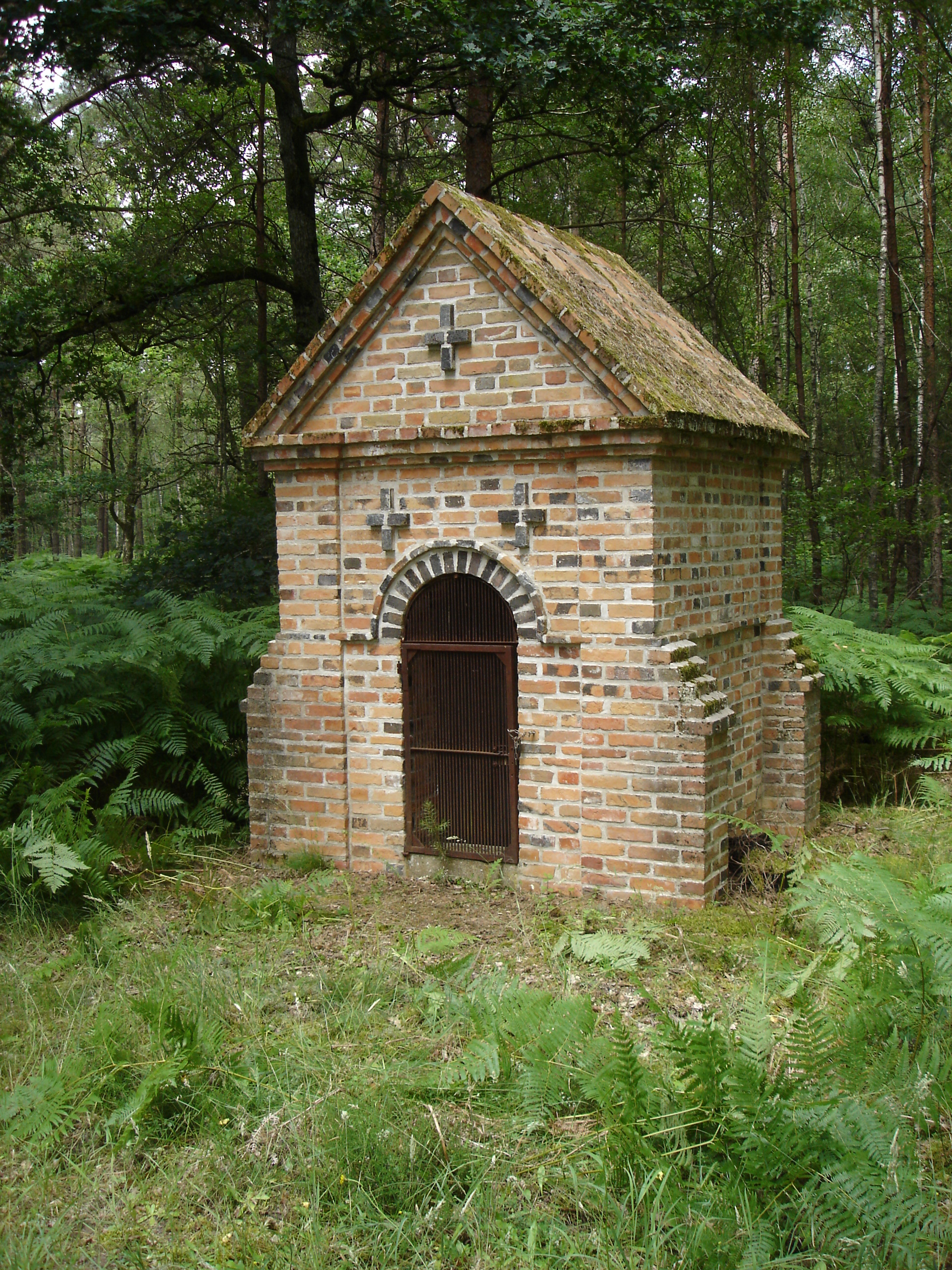
Brunnenhaus
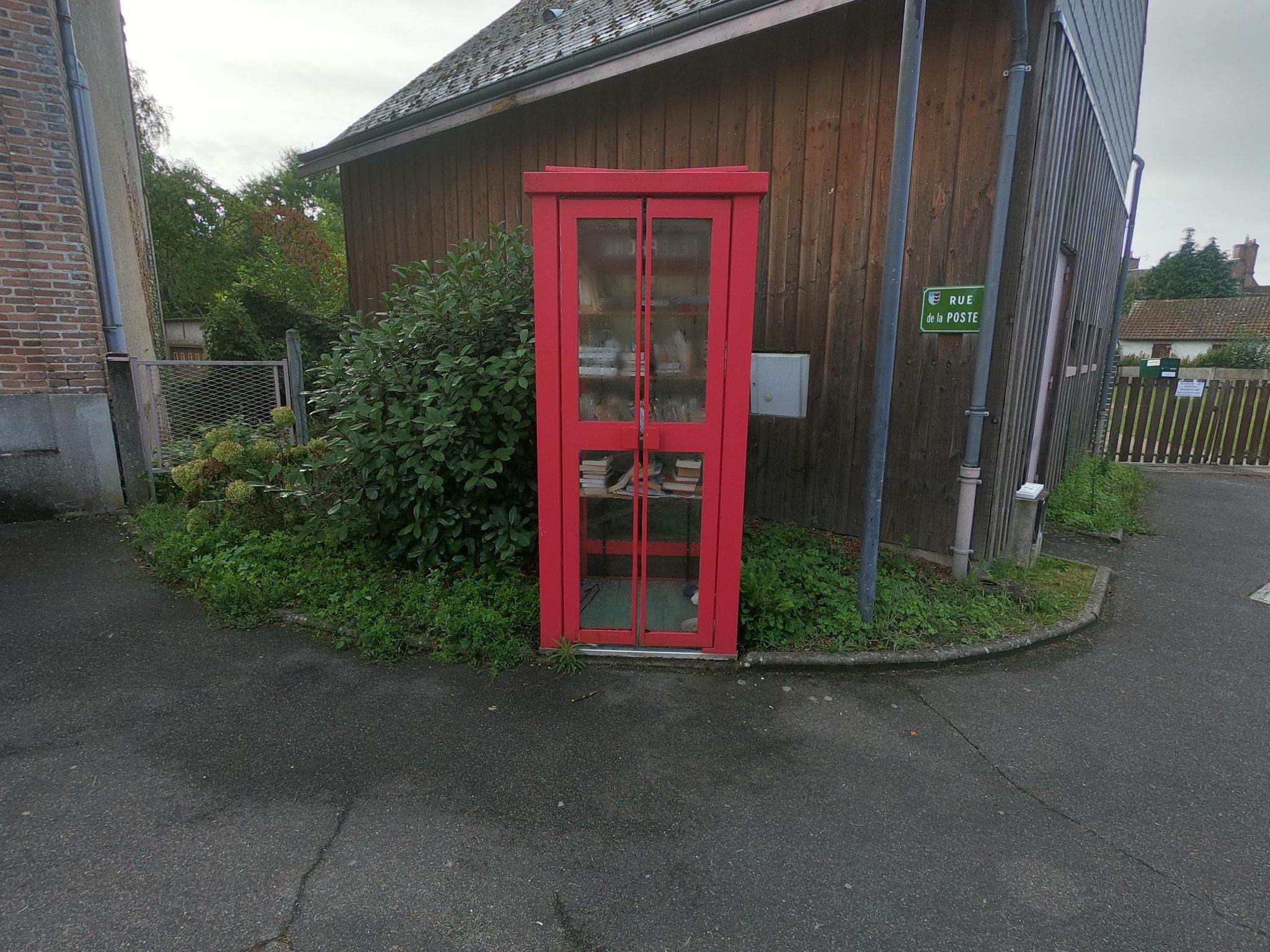
Öffentlicher Bücherschrank

- Ökomuseum der Sologne
- Schloss Clairbois
- Schloss Vervillon
- L'Arsendrie
- Schloss La Borde
- Schloss Les Maramberts
- Schloss L'Abbaye
- Schloss Frogère
- Schloss Favelle
- drei Wassertürme

- Kirche Saint-Viâtre
- Brunnenhaus
- Öffentlicher Bücherschrank